# Isli Hidi
Isli Hidi (Tirana, 15 oktober 1980) is een Albanees professioneel voetballer. Hij speelt voor AEL Limassol. Zijn professionele carrière ging van start in 1998 bij SK Tirana. Hij speelde voor die club 117 wedstrijden in een periode van acht seizoenen.
Hidi speelde zijn eerste interland voor Albanië op 29 mei 2005 tegen Polen. Hij speelde sindsdien 14 interlands.